# Phryno katoi
Phryno katoi är en tvåvingeart som beskrevs av Louis-Paul Mesnil 1963. Phryno katoi ingår i släktet Phryno och familjen parasitflugor. Inga underarter finns listade i Catalogue of Life.